# 脫歐小電影
《脫歐小電影》（英語：Brexit: The Movie）是2016年英國的紀錄片，由馬田·鄧堅編劇和監製，提倡英國脫離欧洲联盟。本片透過Kickstarter眾籌而製作，2016年5月11日在倫敦首映、翌日在YouTube和Vimeo發佈。

## 製作
本片由馬田·鄧堅編劇和監製，提倡選民在2016年6月的英國英國去留歐盟公投中，支持英國脫離欧洲联盟（簡稱英國脫歐）。本片亦是透過Kickstarter眾籌而製作，目標是在2016年2月26日前有1,500人捐獻共£100,000。最終有超過1,800人參與，籌集到超過£300,000。

## 發佈
2016年5月11日，電影在Leave.EU的籌辦下，於伦敦萊斯特廣場奧迪安電影院首映。翌日在YouTube和Vimeo兩個流媒体平台發佈，其中在YouTube，電影分為二十六個部分上載。

## 迴響
截至脫歐公投當日（即2016年6月23日），本片在YouTube的觀看人次超過150萬，評價有正有負。
保羅·寶雲在親脫歐的《每日快報》撰文，讚揚電影大大揭露歐盟內部缺乏問責制度的問題。公關及溝通協會的尼古拉斯·鄧麥卡菲形容電影「易消化」和「風趣」，但覺得電影發佈得有點遲。
《赫芬顿邮报》褒貶皆有，先是贊同電影具有說服力，但也有可能令選民改投留歐派，並抨擊電影過於依賴種族偏見並忽視某些角度。
《新闻周刊》提及電影嘗試打入保守派和反建制的市場，形容是「蘭德派的自由主義夢遺」，但批評電影有內容不一致的情況。德國報章《法兰克福汇报》斥責電影毫無提及親歐派觀點，觀點過於單一。